# SIL-code
De SIL-code is een door SIL International opgestelde en onderhouden unieke drieletteraanduiding voor iedere taal. Aan circa 7300  talen is zo'n unieke en eenduidige code toegekend.
De SIL-codes vinden hun oorsprong in de Ethnologue, een uitgebreid overzicht van alle (onder andere door SIL) geclassificeerde talen met diverse gegevens over elke taal.

## Codes ingrijpend gewijzigd
In 2005/2006 werd eraan gewerkt de SIL-codes samen te voegen met onder andere de taalcodes uit ISO 639-2 om tot een nieuwe internationale standaard te komen (ISO 639-3), met drielettercodes voor alle bekende talen. Hiertoe waren in de 15e editie (2005) van de Ethnologue veel codes veranderd ten opzichte van de 14e editie (uit 2000).
Door deze ingrijpende verandering komen de codes uit de nieuwe edities nu wel overeen met de ISO-standaard, maar kan een nieuwe drielettercode naar een totaal andere taal verwijzen als dezelfde lettercombinatie in het oude systeem. Een geluk bij een ongeluk is dat de oude codes in kapitalen geschreven werden en de nieuwe codes – in navolging van de ISO-norm – in onderkast, zodat de coderingen hieraan herkend kunnen worden (aangenomen dat men zich aan de conventies heeft gehouden).
Zo stond bijvoorbeeld 'QUE' in de 14e editie voor Chileens Quechua, terwijl in de 15e editie (en ISO 639-3) 'que' de gehele Quechua-taalfamilie aangeeft (46 talen/dialecten) en de Chileense variant de code 'cqu' heeft gekregen.